# رنه ژیرار
رنه ژیرار (به فرانسوی: René Girard) (زاده ۲۵ دسامبر ۱۹۲۳ - درگذشته ۴ نوامبر ۲۰۱۵)
، تاریخ‌نگار، منتقد ادبی و فیلسوف علوم اجتماعی فرانسوی ساکن آمریکا بود. آثار او اغلب به سنت انسان‌شناسی فلسفی تعلق دارد. ژیرار نزدیک به ۳۰ جلد کتاب در بسیاری از حوزه‌های آکادمیک نوشته است.

## زندگی
رنه ژیرار در ۲۵ دسامبر ۱۹۲۳ در اوینیون به دنیا آمد. او دومین پسر ژورف ژیرار مورخ فرانسوی بود. رنه ژیرار در پاریس در رشته تاریخ قرون وسطی تحصیل کرد. او در سال ۱۹۴۷ با بورس تحصیلی یک ساله به دانشگاه ایندیانا بلومینگتون رفت. ژیرار در سال ۱۹۵۰ موفق به کسب دکترای خود شد و تا سال ۱۹۵۲ در دانشگاه ایندیانا ماند. اگر چه پژوهش‌های او بیشتر در زمینه تاریخ بود، اما بیشتر به تدریس ادبیات فرانسه پرداخت. ژیرار پیش‌تر با انتشار نقدهایی دربارهٔ نویسندگانی چون آلبر کامو و مارسل پروست به عنوان منتقد ادبی برای خود شهرتی دست و پا کرده بود.
رنه ژیرار در ۴ نوامبر ۲۰۱۵ در استنفورد کالیفرنیا درگذشت.